# Řehořovský vrch
Řehořovský vrch (645 m n. m.) je kopec v okrese Jihlava v Kraji Vysočina. Leží asi 0,6 km jižně od vesnice Řehořov na stejnojmenném katastrálním území. Je to nejvyšší bod Řehořovské pahorkatiny.

## Popis vrchu
Je to oválný plochý vrchol tvořený migmatitickými cordierito-biotitickými rulami moldanubika. V současnosti jej pokrývá pole. Jižně od vrcholu pramení potok Kamenička, severně Řehořovský potok a jihovýchodně Liščí potok. Asi 120 m jihozápadně od vrcholu se nachází kaple svatého Antonína a objekt vodojemu.

## Geomorfologické zařazení
Geomorfologicky vrch náleží do celku Křižanovská vrchovina, podcelku Brtnická vrchovina a okrsku Řehořovská pahorkatina.

## Přístup
Nejjednodušší přístup je z Řehořova po polní cestě směrem na jih ke kapli svatého Antonína a pak asi 120 m přes pole na vrchol.